# Buszkówek
Buszkówek – wieś w Polsce położona w województwie łódzkim, w powiecie kutnowskim, w gminie Żychlin.
W latach 1975–1998 miejscowość administracyjnie należała do województwa płockiego.
Urodził się tu Jan Woźniak – polski inżynier mechanik, kapitan piechoty Wojska Polskiego, cichociemny.